# Јован II Кипарски
Јован II Кипарски, познат и као Јован II Лузињан, (Никозија, 16. мај 1418 — Никозија, 28. јул 1458. године) је био краљ Кипра, титуларни краљ Јерусалима и титуларни краљ јерменског краљевства Киликије од 1432. године, до своје смрти.

## Биографија
Рођен је у Никозији и био је најстарији син краља Јована I Лизињана и његове друге жене краљице Шарлоте Бурбон. Са четрнаест година наследио је свог оца на престолу Кипра.
Током његове владавине дошло је до снажног пораста грчког утицаја на Кипру насупрот Франака.
Умро је 28. јула 1458. у 40. години, а на престолу га је наследила тада четрнаестогодишња краљица Шарлота, владала је од 1459. до 1464. године, владала је са својим мужем краљем Лујем Женевским, најмлађим сином грофа Луја Савоје и грофице Ане од Лузињана, кћери краља Јована I од Кипра. Треба напоменути да је краљица Јелена безуспешно покушала да уклони ванбрачног сина свог мужа, Јакова, из наследства, који је на крају преузео трон (после краљице Шарлоте) свог оца. Сахрањен је у цркви Свете Софије у Никозији, где су били сахрањени чланови краљевске породице.

## Породица
Краљ Јован II Лизињан се у првом браку оженио маркизом Амадеом Палеолог (1429 – 1440. године), ћерком Јована - Јакова маркиза од Монферата, а у другом браку са деспином Јеленом Палеолог (1428-1458. године), ћерком Теодора II Палеолога (1396 – 1448. године), деспота Морејског, (други син цара Манојла II Палеолога, Римски цар 1350 – 1425. године). Његови потомци су били само ћерке:
- Шарлота, која га је наследила, и
- Клеофа, која је умрла млада.[3]

Хеленина мајка била је Клеофа Малатеста, ћерка Малатесте IV, господара Пезара и Фана, и Елизабете да Варано, која је мистериозно умрла 1433. године.
Из ванбрачне везе са Маријетом од Патраса имао је:
- (Ванбрачни син) Јаков II, познат као „Нотос“ (1438 – 1473. године), који је био архиепископ Никозије 1456. године, и краљ Кипра од 1463. до 1473. године, након што је прво свргнуо своју полусестру краљицу Шарлоту. Краљ Јаков II се 1468. године, оженио Венецијанком Катарином Корнаро (1454 – 1510. године), са којом је имао сина:
- Јаков III, краљ Кипра од 1473. до 1474. године. Након његове смрти, наследила га је мајка Катарина, која је владала од 1474. до 1489. године, када је мирно предала острво Републици Венецији.[4]